# 周永明
周永明（英文名：Peter Chou，1956年11月24日—），緬甸名Win Than，緬甸人，曾任數字王國董事長 .

## 簡歷
周永明的父親是緬甸華人，於緬甸經營玉石生意。周永明在緬甸出生，於緬甸完成專科學業後，赴臺灣留學，就讀國立臺灣海洋學院電子工程學系，並兼職於汽車音響公司，負責組裝電子零件。1985年，畢業於國立臺灣海洋學院電子工程學系。
1985年，加入誠洲電腦。1987年，加入美商迪吉多電腦，擔任桃園大溪廠伺服器部門處長。
1997年，康柏合併迪吉多，資遣大溪廠員工。其上司卓火土帶領被資遣員工跟隨王雪紅創辦宏達電，周永明亦跟著加入。
2003年，進入國立政治大學進修「高階企管碩士課程」（Executive MBA Program）
2004年，卓火土屆齡退休，周永明接任HTC執行長
2006年，於哈佛商學院（Harvard Business School）完成「進階管理課程」（Advanced Management Program）
2011年，宣告宏達電公司專注於品牌發展，結束代工。
2015年3月20日，多年的經營造成公司營收巨額退步，引咎卸任宏達電執行長職務，由王雪紅接任。周永明主管HTC未來研發實驗室（Future Development Lab），負責研發業務。
2015年9月11日, 出任數字王國董事會主席, 並積極研發及拓展虛擬實境之嶄新技術。
2016年6月，宏達電對外證實，周永明在就任數字王國董事長時，已經自宏達電離職，但仍保有顧問職稱。
2017年創立未來市（XRSPACE）。

## 榮譽
2011年，獲頒國立臺灣海洋大學名譽工學博士學位。

## 外部連結
- 周永明：無意接班賈伯斯 要做自己